# U-356
Unterseeboot 356 foi um submarino alemão do Tipo VIIC, pertencente a Kriegsmarine que atuou durante a Segunda Guerra Mundial.

## Comandantes
| Comandante            | Data                                           |
| --------------------- | ---------------------------------------------- |
| Kptlt. Georg Wallas   | 20 de dezembro de 1941 - 2 de dezembro de 1942 |
| Oblt. Günther Ruppelt | 3 de dezembro de 1942 - 27 de dezembro de 1942 |

## Subordinação
Durante o seu tempo de serviço, esteve subordinado às seguintes flotilhas:
| Período                                        | Flotilha                                  |
| ---------------------------------------------- | ----------------------------------------- |
| 20 de dezembro de 1941 - 1 de setembro de 1942 | 6. Unterseebootsflottille (treinamento)   |
| 1 de setembro de 1942 - 27 de dezembro de 1942 | 6. Unterseebootsflottille (serviço ativo) |

## Operações conjuntas de ataque
O U-356 participou das seguinte operações de ataque combinado durante a sua carreira:
- Rudeltaktik Pfeil (12 de setembro de 1942 - 22 de setembro de 1942)
- Rudeltaktik Blitz (22 de setembro de 1942 - 26 de setembro de 1942)
- Rudeltaktik Tiger (26 de setembro de 1942 - 30 de setembro de 1942)
- Rudeltaktik Wotan (5 de outubro de 1942 - 19 de outubro de 1942)
- Rudeltaktik Raufbold (11 de dezembro de 1942 - 22 de dezembro de 1942)
- Rudeltaktik Spitz (22 de dezembro de 1942 - 27 de dezembro de 1942)